# Törökvár (Nagykorpád)
A Törökvár Somogy vármegye egyik sok száz éves vármaradványa. Három település: Nagykorpád, Nagyatád és Szabás közigazgatási területének hármashatárán található, maga a várdomb Nagykorpádhoz tartozik. Közvetlenül mellette folyik a Rinya patak Szabási-Rinya nevű ága.

## Története és leírása
Segesd és Nagyatád környékén már a római korban és az Árpád-korban is fontos útvonalak vezettek, ezek biztosítására pedig a Rinya partján több erődítmény és földvár létesült: ezek egyike a ma atádi földvár vagy Törökvár néven ismert helyszín volt. Van olyan forrás, mely szerint a középkorban vám- és árumegállító joggal is rendelkezett. Északkeleten és északnyugaton a Szabási-Rinya teszi nehezen megközelíthetővé: itt nem létesültek mesterséges sáncok, míg a nagyjából négyzet alakú, környezetéből körülbelül 10–15 méter magasra kiemelkedő központi plató délnyugati és délkeleti széle mesterséges építmény. Délről, a fennsík folytatásának irányából egy mély árok húzódott, és részben ennek külső oldalán újabb sánc védte, sőt, ennek a sáncnak a keleti vége alatt még egy mesterséges árok helyezkedett el, külső oldalán szintén sánccal: ennek nyomvonala ma is 40 méter hosszúságban végigkövethető. A sánc délnyugati vége magasabbra emelkedik, majd elenyészik: az itt egykoron kezdődő szántóföld kialakításával az egykori terepviszonyokat mára jelentősen megváltoztatták. A vár teljes területe 90 m × 65 m, belső területe 48 m × 44 m.
A vár első ismert leírása Jankovich-Bésán Dénestől származik, aki még sok téglatörmeléket és vesszőlenyomatos paticsot említ a helyszínen. 1970-ben és 1994-ben Magyar Kálmán helyszínelte.
Ma területét erdő borítja. Északi oldalán egy rendkívüli méretű bükkfa áll: törzskerülete az elágazás alatt meghaladja az 5,5 métert. A 21. század elején a Lábodi Vadászerdészet egy turistapihenőt létesített a vár mellett ismertető táblával, esőbeállóval és tűzrakóhellyel. Ugyanekkor egy fából készült gyaloghíd is épült a Rinyán, ám ez a 2020-as özönvízszerű esőzések következtében megsemmisült.
A környéken elterjedt „legenda”, hogy egykor egy vasajtó volt látható a vármaradványok között, amely mögött földalatti pincék és alagutak rejtőztek. Tény, hogy a központi plató oldalában ma is láthatók alagútnyílások, a felszínen pedig olyan árkok, amelyek beomlott járatokra utalhatnak.

## Megközelítés
A vármaradványok lakott területektől és szilárd burkolatú utaktól messze fekszenek, ezért leginkább gyalogosan közelíthetők meg. A Nagyatádot elkerülő útról a Rinya-hídtól kissé keletre északra induló úton többször kelet és észak felé fordulva szántóföldek és erdők szélén és közepén vezető utakon lehet eljutni a helyszínre.

## Képek

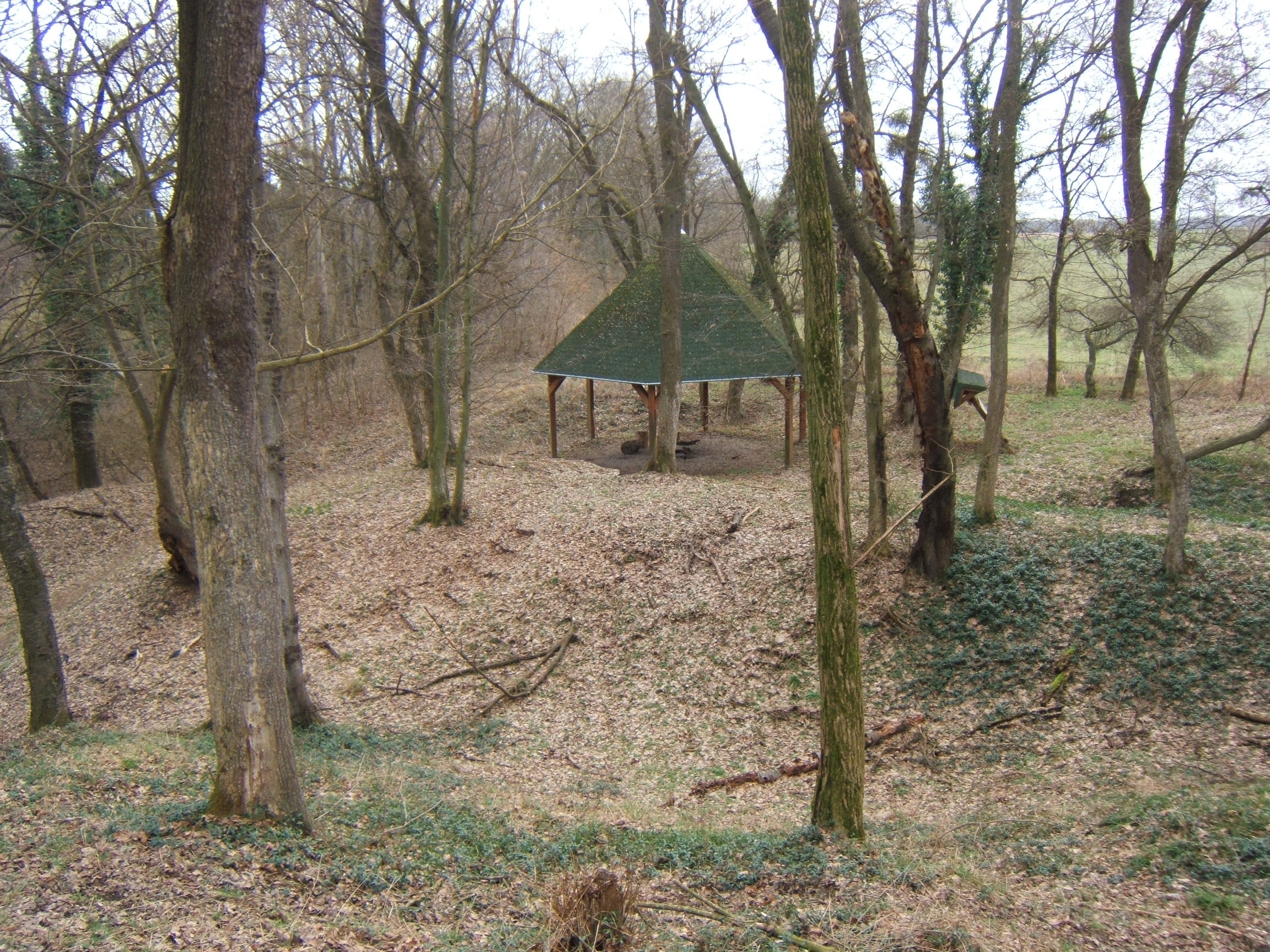
Esőbeálló turistáknak
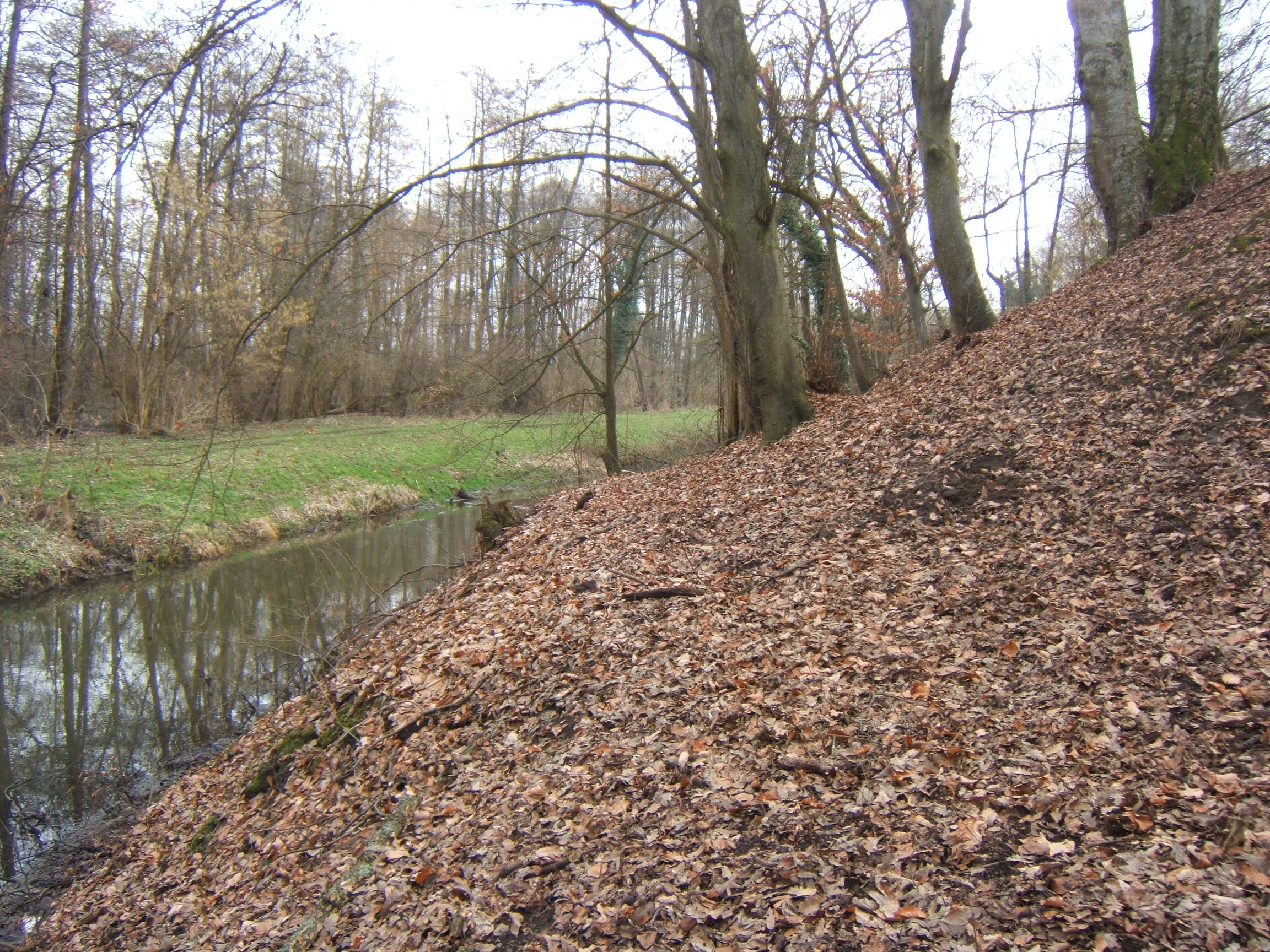
A Szabási-Rinya és a vár oldala
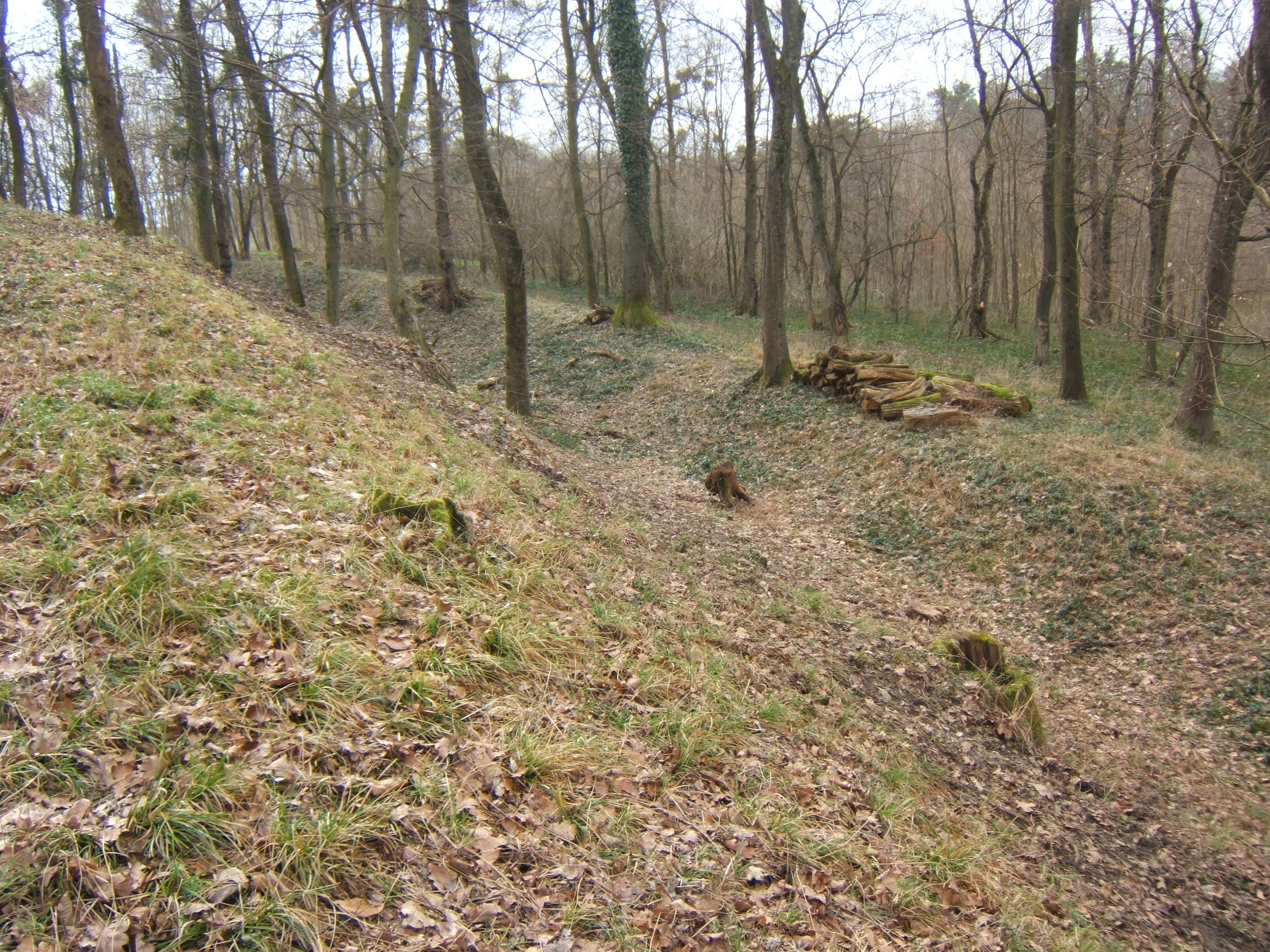
Sáncok
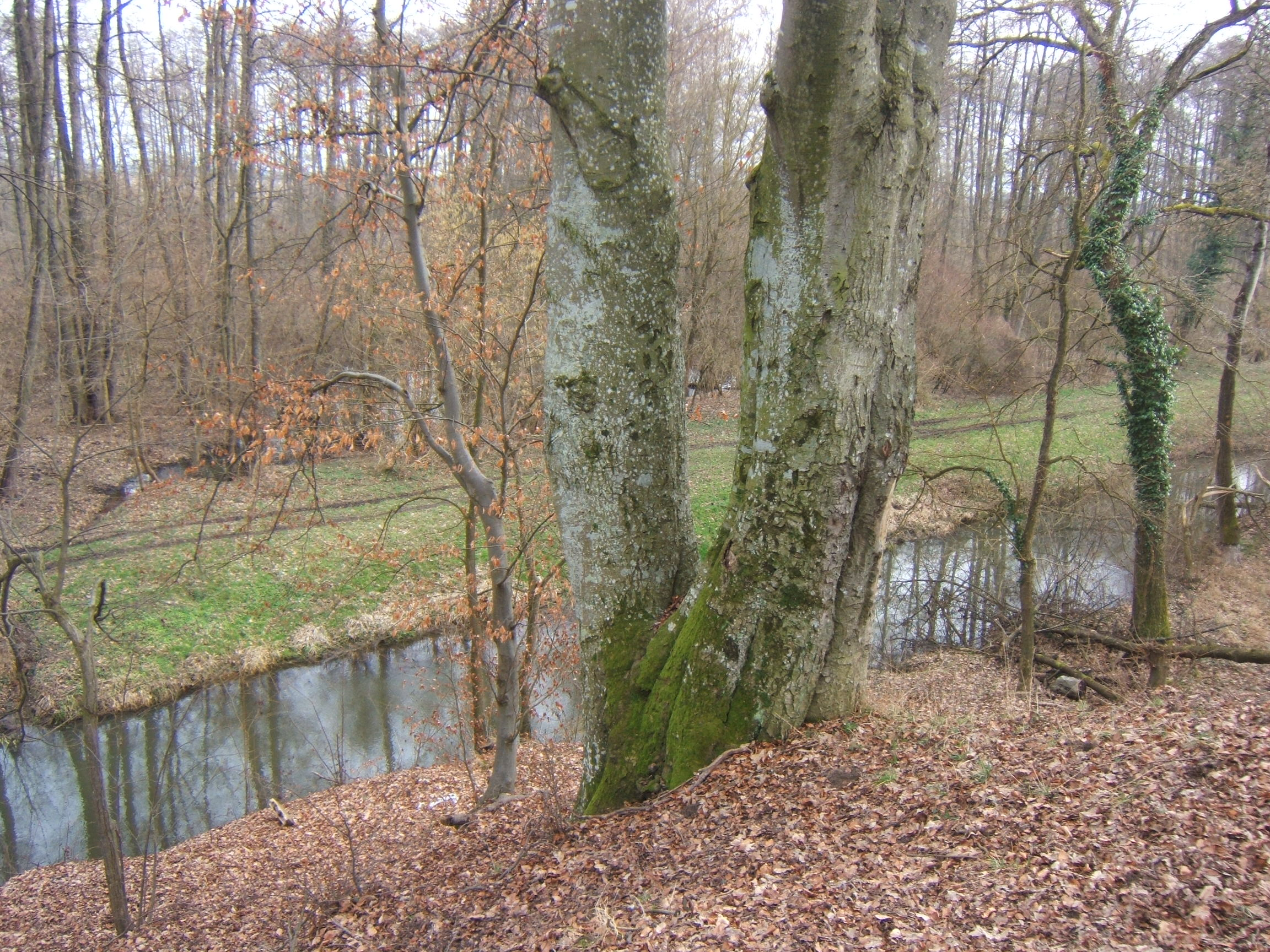
Óriási bükkfa és a Szabási-Rinya
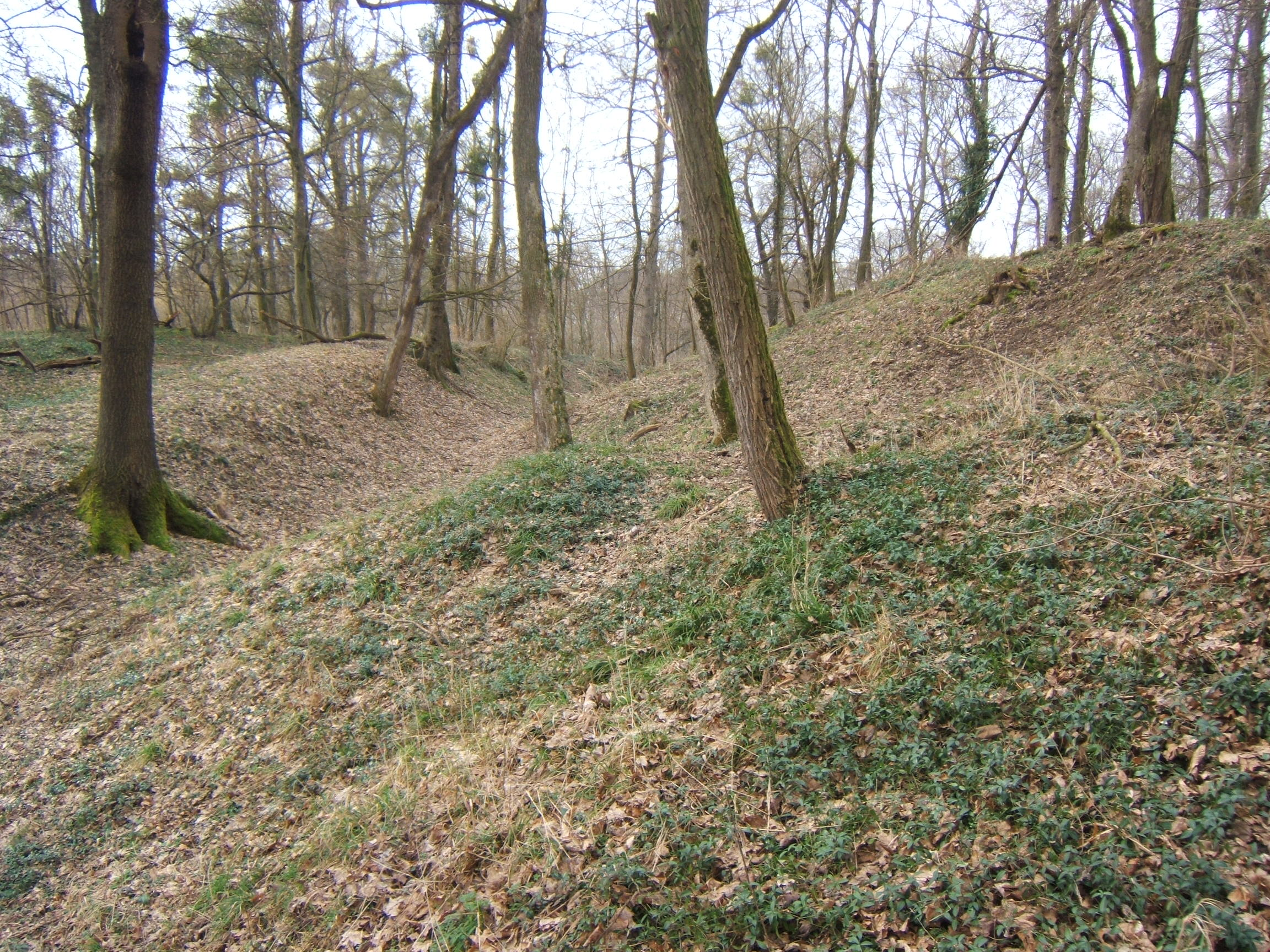
Sáncok